# آگنیشکا واگنر
آگنیـِشکا واگنر (لهستانی: Agnieszka Wagner؛ زادهٔ ۱۷ دسامبر ۱۹۷۰) بازیگر اهل لهستان است.
از فیلم‌ها یا برنامه‌های تلویزیونی که وی در آن نقش داشته‌است می‌توان به نامه به بابا نوئل ۲، نامه به بابا نوئل ۳، سرگذشت استاد تواردوفسکی، موج جرم و جنایت، تاج پادشاهان، هوس‌های امپراتور، قانون حقیقی، شامانکا، پرستار کودک، فهرست شیندلر، انگشتری با نشان عقاب تاج‌دار و آتش‌بس اشاره کرد.